# Лонгин (Корчагин)
Митрополи́т Ло́нгин (в миру Владимир Сергеевич Корчагин; 31 июля 1961, Сухуми) — архиерей Русской православной церкви; митрополит Симбирский и Новоспасский, глава Симбирской митрополии.

## Биография
Родился 31 июля 1961 года в городе Сухуми Абхазской АССР, в семье служащих.
В 1977—1982 годах учился на вечернем отделении филологического факультета Абхазского государственного университета; работал экскурсоводом, преподавателем русского языка и литературы в средней школе.
В 1983—1985 годах служил в рядах Советской Армии. После демобилизации поступил в Московскую духовную семинарию, на первом курсе был принят в число братии Троице-Сергиевой лавры.
21 июля 1986 года пострижен в монашество, 29 августа 1986 года рукоположён во иеродиакона, 7 июня 1988 года — во иеромонаха.
В 1988 году окончил Московскую духовную семинарию и был направлен на учёбу в Софийскую духовную академию (в 1990 году ей был возвращён статус богословского факультета Софийского государственного университета). В период обучения в Болгарии служил священником в русском храме во имя святителя Николая в Софии.
В 1992 году, завершив учёбу, вернулся в Троице-Сергиеву лавру, исполнял послушание помощника эконома.
15 декабря 1992 года был назначен настоятелем Московского подворья Троице-Сергиевой лавры. По собственным воспоминаниям: «Подворья в Москве тогда в современном понимании не существовало: его территория представляла собой большую свалку. Постепенно мы добивались возвращения Церкви сохранившихся помещений и части бывшей территории».
В мае 1994 года был возведён в сан игумена, а 15 апреля 2000 года — в сан архимандрита.

### Архиерейство
7 мая 2003 года определением Священного синода Русской православной церкви был назначен епископом Саратовским и Вольским.
13 августа того же года в домовом храме Патриаршей резиденции в московском Свято-Даниловом монастыре состоялось наречение архимандрита Лонгина во епископа.
19 августа 2003 года в храме Христа Спасителя в Москве был хиротонисан во епископа Саратовского и Вольского. Хиротонию совершили: патриарх Московский и всея Руси Алексий II, митрополиты Крутицкий и Коломенский Ювеналий (Поярков), Смоленский и Калининградский Кирилл (Гундяев), Воронежский и Борисоглебский Сергий (Фомин), Элассонский Василий (Колокас) (Элладская Православная Церковь), Неврокопский Нафанаил (Калайджиев) (Болгарская Православная Церковь), Черновицкий и Буковинский Онуфрий (Березовский); архиепископы Тульский и Белёвский Алексий (Кутепов), Тверской и Кашинский Виктор (Олейник), Костромской и Галичский Александр (Могилёв), Истринский Арсений (Епифанов), Тихвинский Константин (Горянов), Верейский Евгений (Решетников), Ярославский и Ростовский Кирилл (Наконечный); епископы Пензенский и Кузнецкий Филарет (Карагодин), Томский и Асиновский Ростислав (Девятов), Орехово-Зуевский Алексий (Фролов), Тираспольский и Дубоссарский Юстиниан (Овчинников), Красногорский Савва (Волков), Бакинский и Прикаспийский Александр (Ищеин), Ставропольский и Владикавказский Феофан (Ашурков), Дмитровский Александр (Агриков), Сергиево-Посадский Феогност (Гузиков), Брянский и Севский Феофилакт (Моисеев), Нижегородский и Арзамасский Георгий (Данилов), Люберецкий Вениамин (Зарицкий).
26 декабря 2003 года решением Священного Синода РПЦ назначен ректором Саратовской духовной семинарии. Был председателем редакционного совета журнала «Православие и современность», членом редакционного совета журнала «Альфа и Омега».
C 2005 года — член Общественной палаты Российской Федерации.
10 октября 2009 года решением Священного Синода РПЦ утверждён членом Издательского Совета Русской православной церкви на период 2010—2012 годов. 12 марта 2013 года переизбран на период 2013—2015 годов. 24 декабря 2015 года переизбран на период 2016—2018 годов. 28 декабря 2018 года переизбран на период 2019—2022 годов. 29 декабря 2022 года переизбран на период на период 2023—2026 годов.
С 6 октября 2011 года — глава новообразованной Саратовской митрополии, в связи с чем 8 октября возведён в сан митрополита.
7 июня 2012 года решением Священного Синода утвержден в должности настоятеля (священноархимандрита) Спасо-Преображенского мужского монастыря г. Саратова.
25 августа 2020 года решением Священного Синода Русской православной церкви назначен митрополитом Симбирским и Новоспасским, главой Симбирской митрополии.

## Награды
- 1987 г. — медаль прп. Сергия Радонежского II ст.[12];
- 1988 г. — медаль прп. Сергия Радонежского I ст.;[12]
- 2011 г. — орден преподобного Сергия Радонежского II степени[13][14]
- 2015 г. — орден свв. Кирилла и Мефодия I ст. (Болгарская Православная Церковь);[12]
- 2016 г. ― орден свт. Иннокентия Московского II ст.;[12][15]
- 2017 г. ― орден св. Димитрия Басарабовского II ст. (Болгарская Православная Церковь);[12][16]
- 2021 г. ― орден преподобного Серафима Саровского II степени[17]
- Медаль Саранской епархии «Милующее сердце» I степени[18]
- медаль Саратовской митрополии «Спас Нерукотворный» I степени (2020 год)[19]
- Юбилейный знак «10 лет Саратовской митрополии Русской Православной Церкви» (2021 год)[20]

Светские
- 2004 г. — почетный знак губернатора Саратовской области «За милосердие и благотворительность»;[12]
- 2008 г. — почетный знак «За активную работу по патриотическому воспитанию граждан Российской Федерации»;[12]
- 2009 г. — медаль Генеральной прокуратуры РФ «За взаимодействие»;[12]
- 2011 г. — звание «Почетный гражданин Саратовской области»;[12]
- 2016 г. — юбилейный нагрудный знак губернатора Саратовской области «В ознаменование 80-летия образования Саратовской области»[12].

## Публикации
статьи
- Архиепископ Серафим (Соболев) // Троицкое слово. — Сергиев Посад, 1991. — № 7. — С. 4-14.
- Нужно работать над своим сердцем // Альфа и Омега. 2005. — № 2 (43). — С. 108—117.
- Заметки о христианстве в современном мире // Альфа и Омега. 2006. — № 1 (45). — С. 74-79.
- Актуальная добродетель, или Свобода от самообмана // Альфа и Омега. 2006. — № 3 (47). — С. 72-76.
- Секта как диагноз времени // Фома. — 2006. — № 2. — С. 40-43.
- Обращение в Великий пост к верующим Саратовской епархии // Церковный вестник. — 2006. — № 6. — С. 9.
- Отклики на тему «Начальники и подчиненные» // Нескучный сад. — 2006. — № 5. — С. 4-5.
- Евхаристическая практика и приходская жизнь: Вместо послесловия // Альфа и Омега. 2007. — № 1 (48). — С. 105—106.
- Самооправдание вместо самопознания // Альфа и Омега. 2007. — № 3 (50). — С. 208—215.
- «Дать возможность действовать Богу» // Православие и современность. — 2007. — № 5. — С. 74-78
- О новом славянском языке богослужения // Альфа и Омега. 2008. — № 3 (53). — С. 52-57.
- Церковные СМИ: миссия, проблемы развития, журналистская этика // Православие и современность. — 2008. — № 6. — С. 40-41.
- Можно ли потерять себя в Церкви, или Несколько слов об отношении к себе // Альфа и Омега. 2010. — № 2 (58). — С. 104—111.
- Жизнь в Церкви: уроки служения // Православие и современность. — Саратов, 2011. — № 20 (36). — С. 20-25.
- Закрытые Царские врата: О чтении Священного Писания — ещё раз // Альфа и Омега. 2011. — № 1 (60). — С. 72-79.
- О практике оглашения: Роль пастыря и мирянина // Журнал Московской Патриархии. 2011. — № 4. — С. 32-33.
- Создание новых епархий и образование митрополий // Журнал Московской Патриархии. 2012. — № 1. — С. 55.

книги
- «У Троицы на Самотёке …»: Подворье Свято-Троицкой Сергиевой лавры в Москве / [под общ. ред. архим. Лонгина]. — Москва : Московское подворье Свято-Троицкой Сергиевой лавры, 2003. — 72 с. — ISBN 5-7789-0137-2.
- Как жить в Боге в наше странное время?. — Москва : Изд-во им. Свт. Игнатия Ставропольского : Приход храма Святаго Духа сошествия, 2003. — 31 с. — (Ответы на вопросы современности).
- Человек не может жить без Бога : статьи, беседы, ответы на вопросы. — Саратов : Изд-во Саратовской епархии, 2010. — 367 с. — ISBN 978-5-98599-080-5.
- Полюбить Церковь. — Саратов : Изд-во Саратовской митрополии, 2017. — 236 с. — ISBN 978-5-98599-179-6. — 3000 экз.

интервью
- «Нельзя быть христианином и при этом ни в чём себе не отказывать»: Интервью / Бесед.: А. Мага // Журнал Московской Патриархии. 2013. — № 6. — С. 66-72.
- «В отношении к Таинствам крайности неуместны»: Интервью / Бесед.: Н. Горенок // Православие и современность. 2013. — № 25 (41). — С. 56-59.
- «Крещение — дело архиерея»: Интервью / Бесед.: Н. Горенок // Православие и современность. 2015. — № 33 (49). — С. 40-43.
- «Слово здесь господин, звук слуга»: Интервью / Бесед.: Н. Горенок // Православие и современность. 2015. — № 35 (51). — С. 10-17.